# Staats
Staats is een plaats en voormalige gemeente in de Duitse deelstaat Saksen-Anhalt, en maakt deel uit van de Landkreis Stendal.
Staats ligt 18 à 20 km ten west-zuidwesten van de stad Stendal. Sinds 1 januari 2010 is het een Ortschaft van deze stad. Het dorp ligt 2 km ten oosten van Uchtspringe en dicht bij de Colbitz-Letzlinger Heide, die grotendeels militair oefenterrein is.
Staats is overwegend een boeren- en forensendorp. De belangrijkste onderneming in Staats is een middelgroot transportbedrijf.
Het dorp ontstond waarschijnlijk in de 13e eeuw. In 1890 werd Staats gedeeltelijk door een grote brand verwoest. In de DDR-periode (1949-1990) stond er in het dorp een kazerne van het Sovjet-Russische Rode Leger. Er was o.a. luchtafweergeschut gestationeerd.

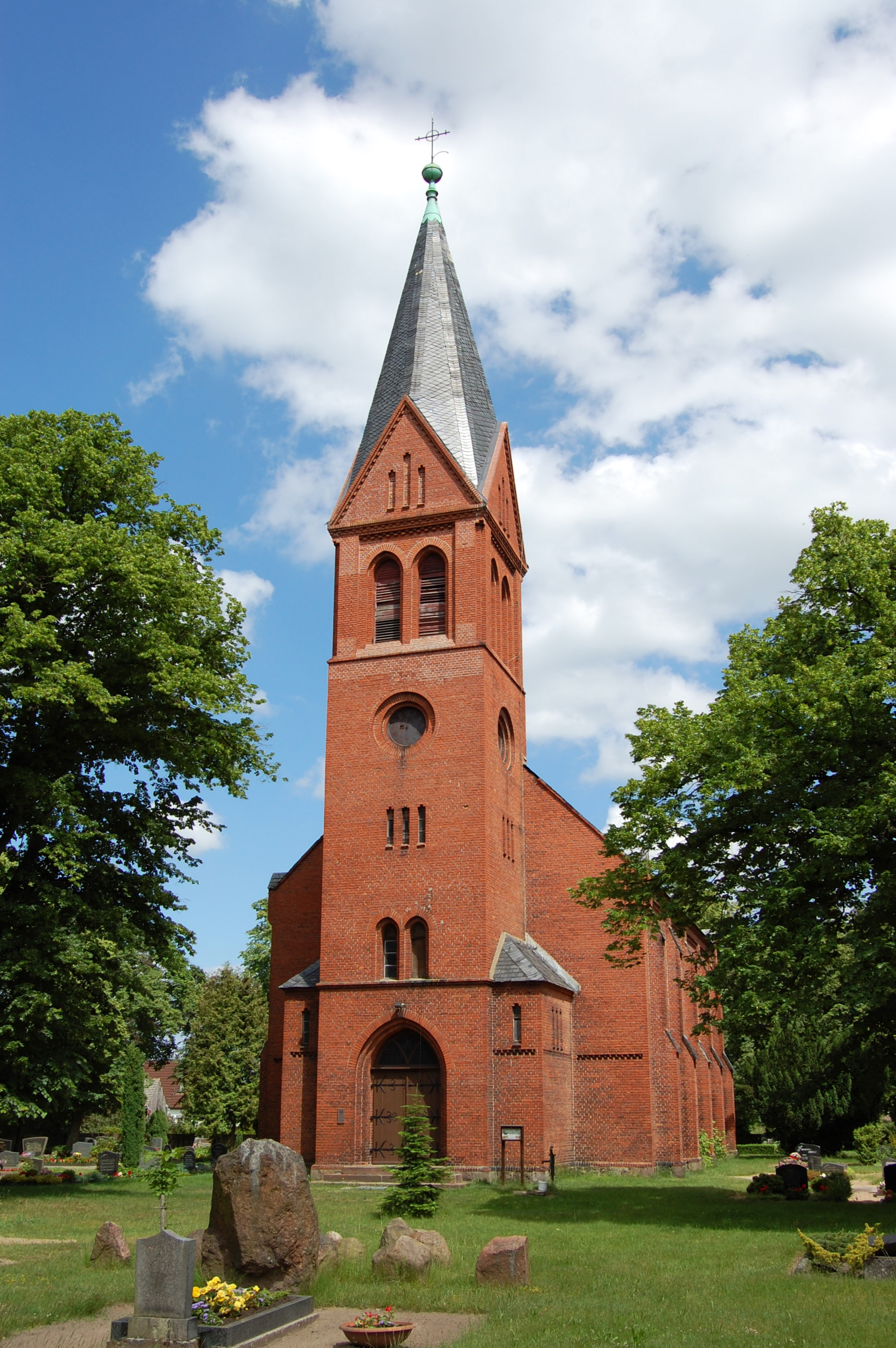
Dorpskerk te Staats (1881)

## Geboren
- Christoph Kersten (Staats, 15 november 1733 - Gnadau, 5 februari 1796), zendeling van de Evangelische Broedergemeente (Hernhutters), die vanuit Duitsland werd uitgezonden naar Suriname.